# Castelo divisório

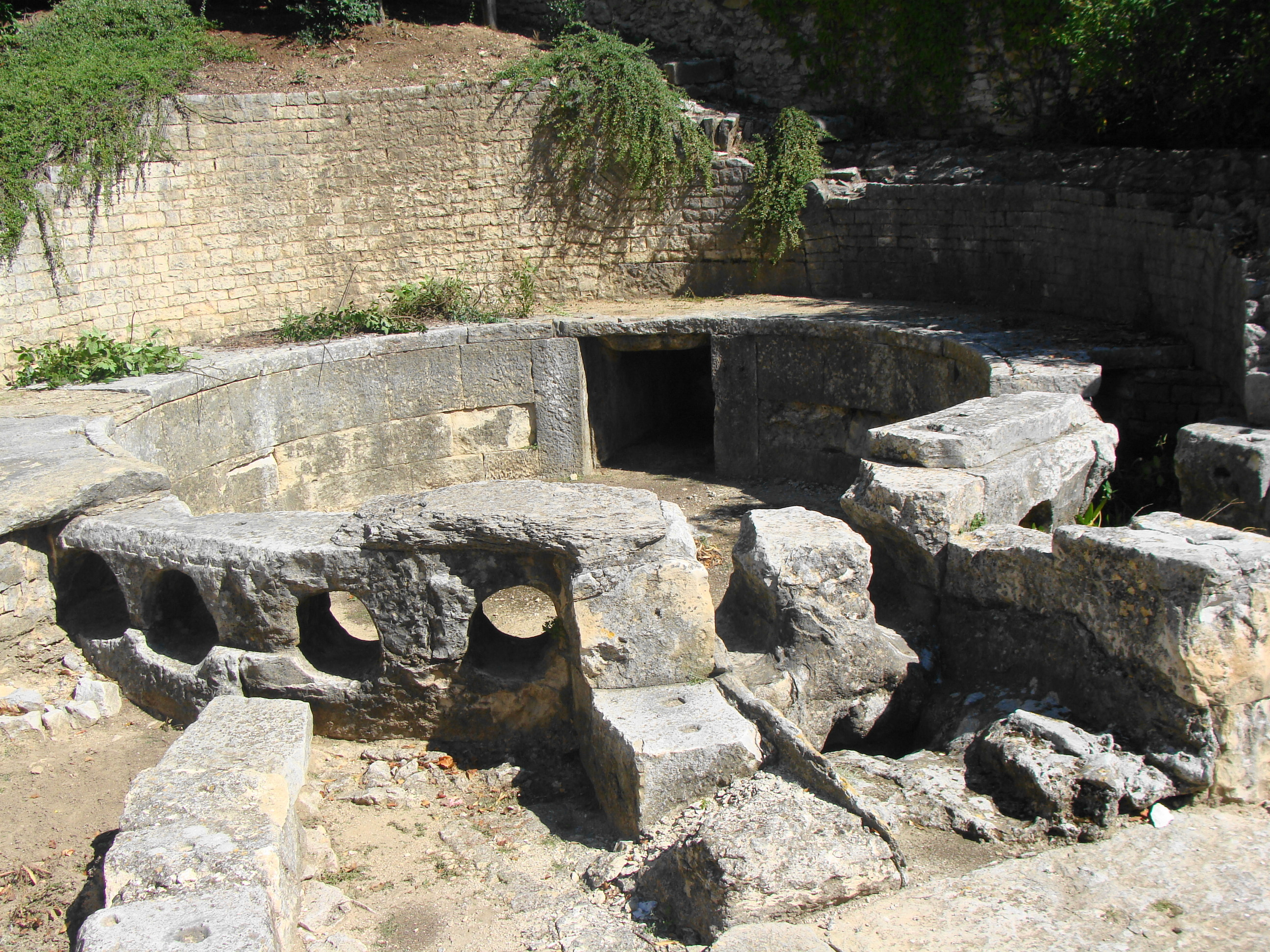
Castelo divisório de Nimes, construído no século I

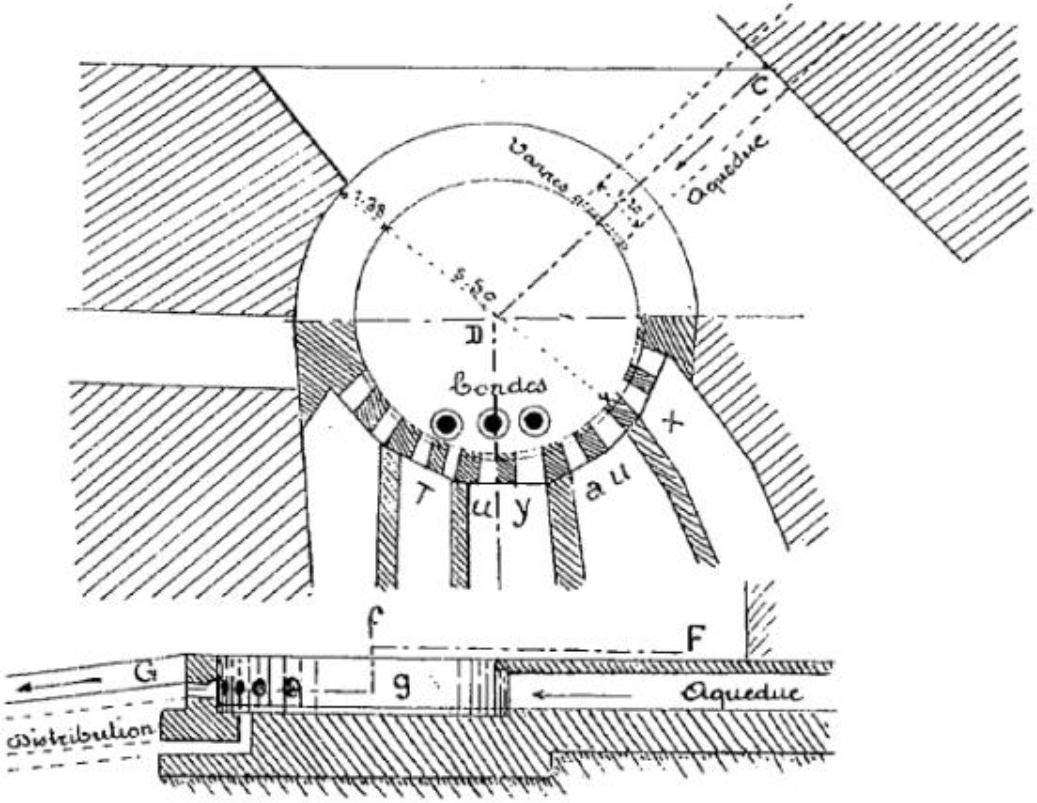
Esquema do castelo divisório de Nimes com os canos de distribuição

Castelo divisório (em latim: Castellum divisorium ou dividiculum) ou castelo d'água (em latim: castellum aquae) era um reservatório d'água que construía-se ao longo do percurso dos aquedutos para armazenagem de água e para retardar a velocidade do fluxo d'água, permitindo que as impurezas em suspensão se assentassem no fundo do tanque. Em alguns deles há duas câmaras em níveis diferentes para melhor filtragem: a água entrava no reservatório pelo nível inferior e saia pelo superior. De modo a aliviar a pressão, por vezes construía-se castelos secundários (em latim: castellum secondarium), que consistiam em torres d'água formadas por tanques de cobre situados sobre pilares de alvenaria de tijolos.
Os castelos também eram construídos onde a água era canalizada para uso público. Em Roma, a medida que os aquedutos cresceram em número, passou-se a conceder a particulares o direito de desviar água para suas residências ou construir castelos próprios num local aprovado pelo inspetor das obras hidráulicas. Ao todo são conhecidos 247 castelos somente em Roma, embora também sejam conhecidos alguns exemplos em outras cidades do mundo romano, como em Pompeia, na Itália, ou Nemauso (atual Nimes), na França.
Após a coleta nos castelos, a água era distribuída para vários lugares através de canos de telha ou cobre chamados fístulas (em latim: fistulae), que conectavam-se ao reservatório através dum cano de diâmetro fixo geralmente feito em bronze chamado cálix (em latim: calix). Também havia portas de madeira que eram utilizadas em tempos de seca para barrar a passagem. A distribuição era direcionada aos edifícios públicos, privados e imperiais, com os particulares sendo obrigados a pagar uma taxa pelo fornecimento através dos tanques públicos.